# Karl Friedrich Bahrdt

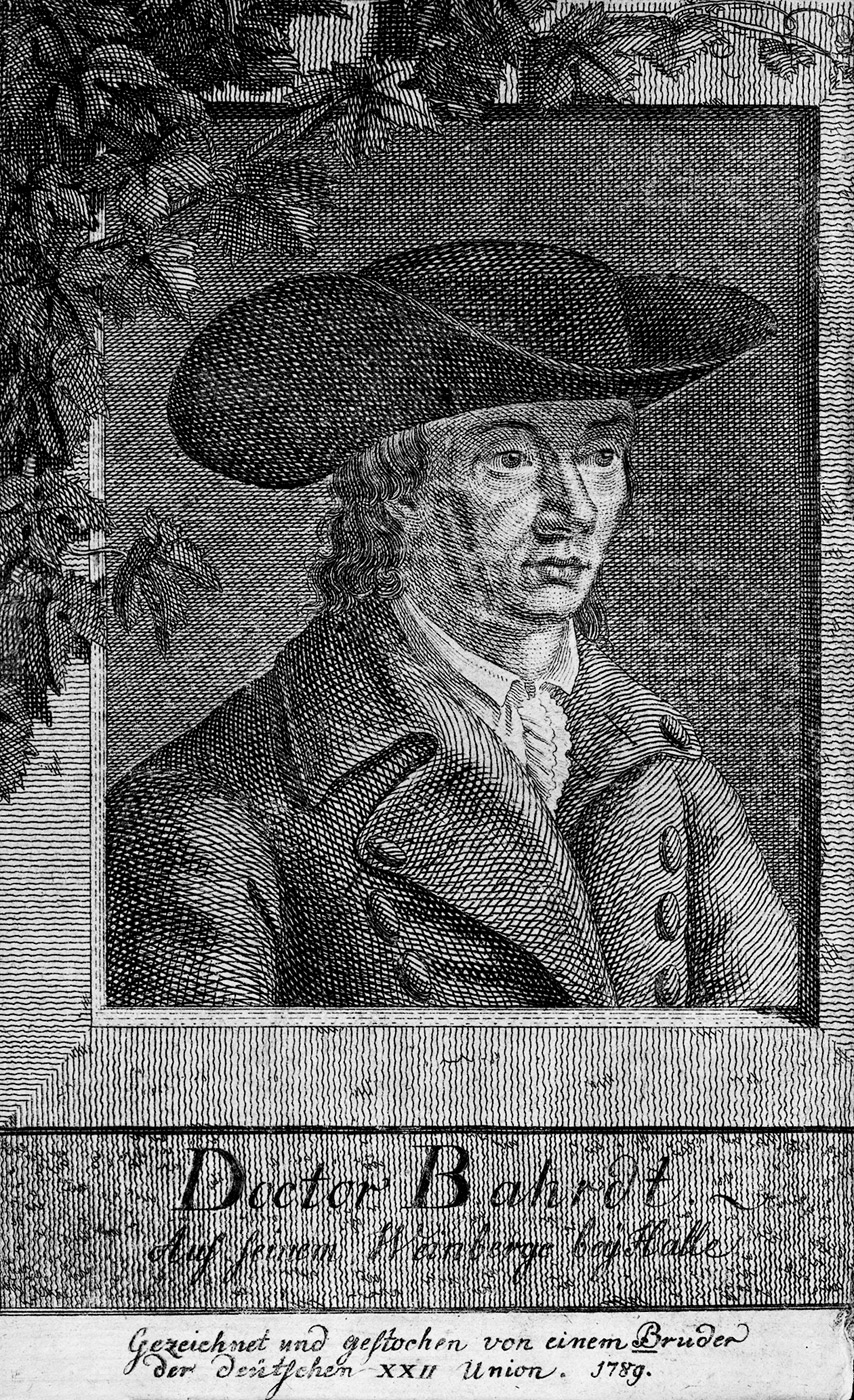
Doctor Bahrdt auf seinem Weinberge bei Halle, 1789, Titelfrontispiz eines Buchs von 1792

Karl Friedrich Bahrdt (* 25. August 1740 in Bischofswerda; † 23. April 1792 in Nietleben) war ein deutscher evangelischer Theologe und Schriftsteller im Zeitalter der Aufklärung.

## Leben

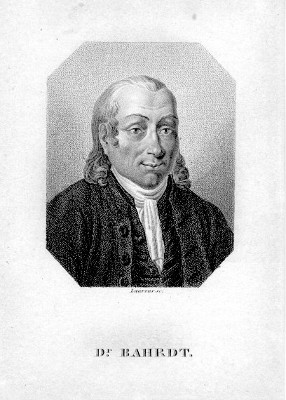
Karl Friedrich Bahrdt

Bahrdts Vater Johann Friedrich Bahrdt war Professor der Theologie und Superintendent in Leipzig. Seine Mutter war die Predigerstochter Christiana Elisabeth Ehrenhaus.
Es wird berichtet, dass Karl Friedrich schon als Kind sehr auffällig war. Er brachte seine Hauslehrer regelmäßig zur Verzweiflung. Auch seine Schulen wechselte er häufig, so besuchte er nur für kurze Zeit die Nicolaischule in Leipzig und die Landesschule Pforta.
Im Alter von 16 Jahren begann er sein Studium in Leipzig bei Christian August Crusius, der einen prägenden Einfluss auf ihn hatte. Er wurde 1761 promoviert und 1762 Katechet. Bereits 1766 wurde er ordentlicher Professor der biblischen Philologie in Leipzig.
1768 musste er wegen einer Affäre mit einer Prostituierten und Klage wegen eines unehelichen Kindes sein Amt niederlegen. Auf Betreiben von Christian Adolph Klotz erhielt er schon 1769 wieder eine Professur für biblische Altertümer in Erfurt. Dort erregte der Aufklärer allerdings durch seine rationalistischen Lehren bald großen Anstoß, so dass er 1771, vermittelt durch Johann Salomo Semler, einem Ruf als Prediger und Professor nach Gießen folgte. Auch dort stieß er wegen aufklärerischer Polemik und seiner Schriften gegen den herrschenden theologischen Lehrbegriff bald auf Widerstand. 1773 machte er den Vorschlag, künftige Theologen durch Schauspieler unterrichten zu lassen, wogegen Herder deutlichen Einspruch erhob. 1775 verlor er zum dritten Mal sein Amt – wieder auf Grund seines anstößigen Lebenswandels.
Nach einem kurzen durch Johann Bernhard Basedow vermittelten Aufenthalt in Graubünden als Direktor des dortigen Philanthropinum Schloss Marschlins ging er auf Einladung des Grafen Carl Friedrich Wilhelm von Leiningen-Dagsburg-Hardenburg 1776 als Pfarrer und Generalsuperintendent nach Dürkheim und gründete auf dem ihm überlassenen Schloss Heidesheim bei Worms ein eigenes Philanthropinum, dessen Leiter er 1777 wurde. Es entsprach jedoch nicht den Erwartungen. 1777 trat er der Freimaurerei in England bei.
Infolge einer Schrift gegen den Wormser Weihbischof Franz Xaver Anton von Scheben und wegen seiner Bibelübersetzung wurde er durch einen oft angefochtenen Beschluss des Reichshofrats für unfähig erklärt, irgendein geistliches Amt zu verwalten. An die Entscheidung des Reichsgerichts schloss sich eine intensive Debatte an, in der sich nicht nur Johann Salomo Semler und Johann Jacob Moser, sondern auch Gotthold Ephraim Lessing zu Wort meldeten. Zunächst landesflüchtig, erhielt Bahrdt 1779 durch Vermittlung des preußischen Ministers Karl Abraham von Zedlitz die Erlaubnis, in Halle zu leben, wo er als Schriftsteller tätig war und allen Bestrebungen des Senats und der orthodoxen Theologen zum Trotz in der philosophischen Fakultät Vorlesungen als Privatdozent hielt, an denen bis zu 900 Hörer teilnahmen.
Als nach dem Tod Friedrichs II. (1786) unter Friedrich Wilhelm II. 1788 das Wöllnersche Religionsedikt gegen die Aufklärungstheologie griff, legte Bahrdt sein Amt nieder. Nachdem er seine Frau verstoßen hatte, lebte er mit seiner Dienstmagd zusammen und betrieb mit ihr in einem bei Halle gekauften Weinberg eine Gastwirtschaft, die viel Ärgernis erregte, da er 1783 die quasi-illuminatische Geheimgesellschaft Deutsche Union der XXII (Deutsche Union der Zweiundzwanziger) mit Wissen Adam Weishaupts gründete. Diese Konkurrenzorganisation zu den Illuminaten wurde 1788 durch eine Kampfschrift, die den Orden aufdeckte und von Johann Joachim Christoph Bode stammte, welcher den Illuminatenbund nach Weishaupts Verfolgung weiter leitete und auch den Eklektischen Bund betreute, auf diese Weise zerstört.
Im April 1789 wurde Bahrdt als Verfasser des anonymen Lustspiels Das Religionsedikt, einer das Wöllnersche (preußische) Religionsedikt verspottenden Satire denunziert. Der Theologe, der eine deistische bis atheistische Lehre vertrat, wurde nach fast achtmonatiger Untersuchungshaft wegen Majestätsverbrechen und Geheimbündelei zu einjährigem Festungsarrest auf der Zitadelle in Magdeburg verurteilt. 1790 wurde er nach einer halbjährigen Haft begnadigt und kehrte nach Halle zurück. Er starb 1792 auf seinem Weinberg in Nietleben.
Bahrdts Grab befindet sich auf dem Friedhof der Wüstung Granau, das heute zu Nietleben, einem Stadtteil von Halle (Saale), gehört.

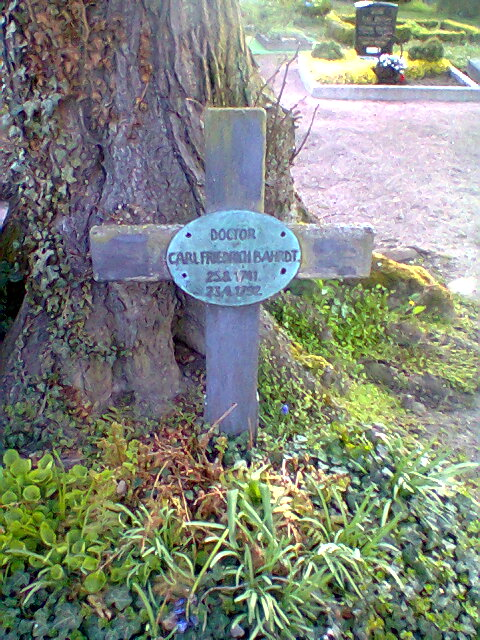
Grab Karl Friedrich Bahrdt, Alter Friedhof Granau, Halle (Saale)

## Familie
Ungeachtet seiner Liebschaften und seines Lebenswandels heiratete er am 29. Juni 1769 in Erfurt Johanna Elisabetha Volland. Diese war die Witwe des Fürstlich Sächsischen Weimar- und Eisenacher Regierungssekretärs Christian Wilhelm Kühn sowie die Tochter des Superintendenten Christian Wilhelm Volland aus Mühlhausen (Thüringen). Das Paar hatte drei Töchter.

## Werke
Seine Schriften (im ganzen 102, darunter auch mehrere Romane) zeichnen sich durch Reinheit und Gefälligkeit der Sprache aus.
Erwähnt seien davon:
- System der Moraltheologie (Eisenach 1770; Digitalisat)
- Briefe über die systematische Theologie (Eisenach 1770–72, 2 Bände)
- Vorschläge zur Aufklärung und Berichtigung des Lehrbegriffs unserer Kirche. Riga 1771
- Neueste Offenbarungen Gottes in Briefen und Erzählungen (Riga 1773–75, 4 Teile), eine angebliche Übersetzung des Neuen Testaments, die vom jungen Goethe in dem bekannten satirischen Prolog (1774) verspottet und vom Reichshofrat verboten wurde.
- Philanthropinischer Erziehungsplan. Eichenberg, Frankfurt am Main 1776
- Kurze Erklärung über Herrn Doktor Semlers Antwort auf das Bahrdtsche Glaubensbekenntniß. (August Mylius, Berlin 1779 Digitalisat)
- Kirchen und Ketzer Almanach für das Jahr 1781 (aktuelles Theologen-Lexikon)
- Zimmermanns Auferstehung von den Todten. 1791 (Digitalisat)
- Ueber Preßfreyheit und deren Gränzen. Zur Beherzigung der Regenten, Censoren und Schriftsteller (1. Aufl. anonym, [Züllichau] 1787); Neuaufl.: Carl Friedrich Bahrdt: Ueber Preßfreiheit und deren Grenzen. Ein Wort für Regenten und Schriftsteller. Neueste Auflage. (Züllichau, 1794 Digitalisat).
- Eine Geschichte seines Lebens, von B. selbst während seiner Haft geschrieben, erschien Berlin 1790, 4 Bände (2. Auflage, Neustadt a. d. Haardt 1870).
- Geschichte und Tagebuch meines Gefängnisses nebst geheimen Urkunden und Aufschlüssen über Deutsche Union. 2 Teile in einem Band. Vieweg, Berlin 1790 (Dieser abschließende Teil seiner Autobiographie Geschichte seines Lebens behandelt die Hintergründe seiner Verurteilung zu zwei Jahren Haft.)
- Rechte und Obliegenheiten der Regenten und Untertanen in Beziehung auf Staat und Religion, Riga 1792